# Gallatin River
Der Gallatin River ist ein etwa 175 km langer, rechter Nebenfluss des Missouri River in den US-Bundesstaaten Wyoming und Montana. Er entspringt im Yellowstone-Nationalpark, fließt durch die Gallatin Range im südlichen Montana und mündet bei Three Forks als dessen erster bedeutender Zufluss in den Missouri River. Lewis und Clark benannten den Gallatin River 1805 zu Ehren des damaligen Finanzministers der USA, Albert Gallatin.

## Verlauf
Der Gallatin River hat seine Quelle im Gallatin Lake an der Nordflanke des Three Rivers Peak im Nordwesten des Yellowstone-Nationalparks in er Gallatin Range im Park County in Wyoming auf einer Höhe von 2690 m, etwa 20 km südwestlich von Mammoth Hot Springs und 25 km nordöstlich von West Yellowstone. Er fließt zunächst westlich des Bannock Peak nach Nordwesten, bevor er in leicht mäandrierendem Verlauf nach Westen verläuft. Nach wenigen Kilometern trifft der Gallatin River bereits auf den U.S. Highway 191, der dem Fluss über einen Großteil seines Verlaufs bis Four Corners folgt. Der Fluss erreicht das Gallatin County in Montana und erhält mit Fan Creek und Bacon Rind Creek erste Zuflüsse, bevor er den Nationalpark nach Nordwesten verlässt und nun durch den Gallatin National Forest verläuft. Im weiteren Verlauf erhält der Gallatin River zahlreiche Zuflüsse aus den Bergketten der nördlichen Gallatin Range, passiert die Gemeinde Big Sky und durchfließt mehrere Schluchten. Vor Gallatin Gateway verlässt der Fluss die Gallatin Range und den Nationalforst und fließt durch ein breites Becken als verflochtener Fluss in nördliche Richtung. Er unterquert den Montana Highway 84, passiert die Städte Four Corners und Belgrade und wird östlich von Manhattan von der Interstate 90 überquert. Weiter nördlich erhält er mit dem East Gallatin River von rechts seinen mit Abstand längsten Zufluss und wendet sich abrupt nach Westen. Der Gallatin River passiert die Gemeinde Logan und mündet nach etwa 175 km im Missouri Headwaters State Park bei Three Forks auf einer Höhe von 1229 m auf der Grenze der Countys Broadwater und Gallatin in den hier nach Nordnordosten fließenden Missouri River. Nur 1,7 km flussaufwärts der Mündung wird der Missouri aus seinen Quellflüssen Madison River und Jefferson River gebildet.

## Hydrologie
Der Gallatin River ist als Nebenfluss des Missouri River Teil des Einzugsgebietes des Mississippi, der in den Golf von Mexiko entwässert. Das Einzugsgebiet des Gallatin River umfasst ein Areal von etwa 4820 km² und grenzt an die Einzugsgebiete von Sixteenmile Creek im Norden, Flathead Creek und Brackett Creek im Nordosten, Yellowstone River im Osten, Gardner River im Südosten, Grayling Creek im Süden, Beaver Creek im Südwesten sowie Madison River im Westen. Lediglich 3 % des Einzugsgebietes liegen in Wyoming, 97 % in Montana. Der mittlere Abfluss am Pegel bei Logan, 9 km oberhalb der Mündung beträgt 29,91 m³/s, die größten Abflüsse finden sich in den Monaten Mai und Juni. Damit ist der Gallatin River einer der wasserreichsten Flüsse am Oberlauf des Missouri im westlichen Montana.

## Galerie

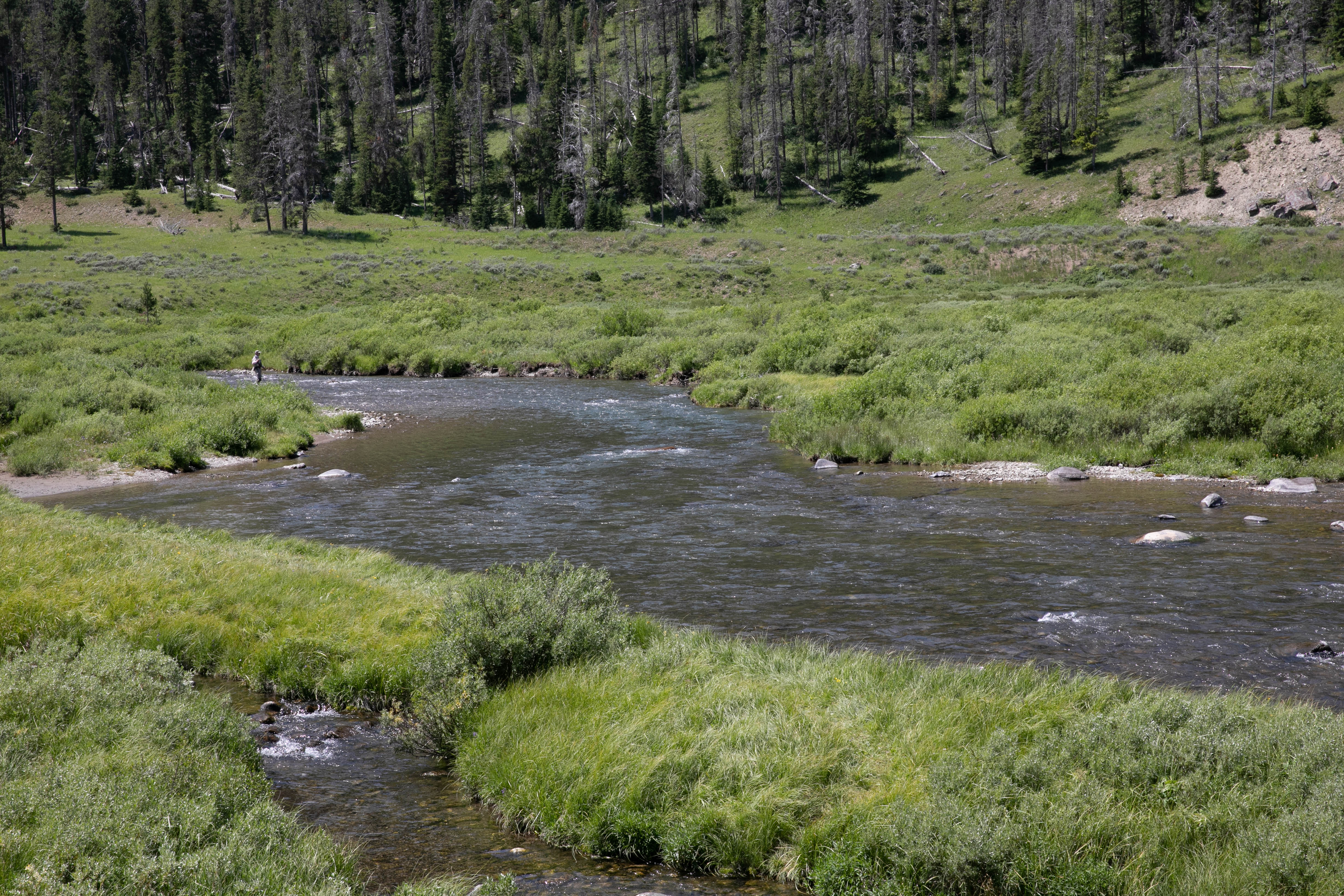
Oberlauf im Yellowstone-Nationalpark
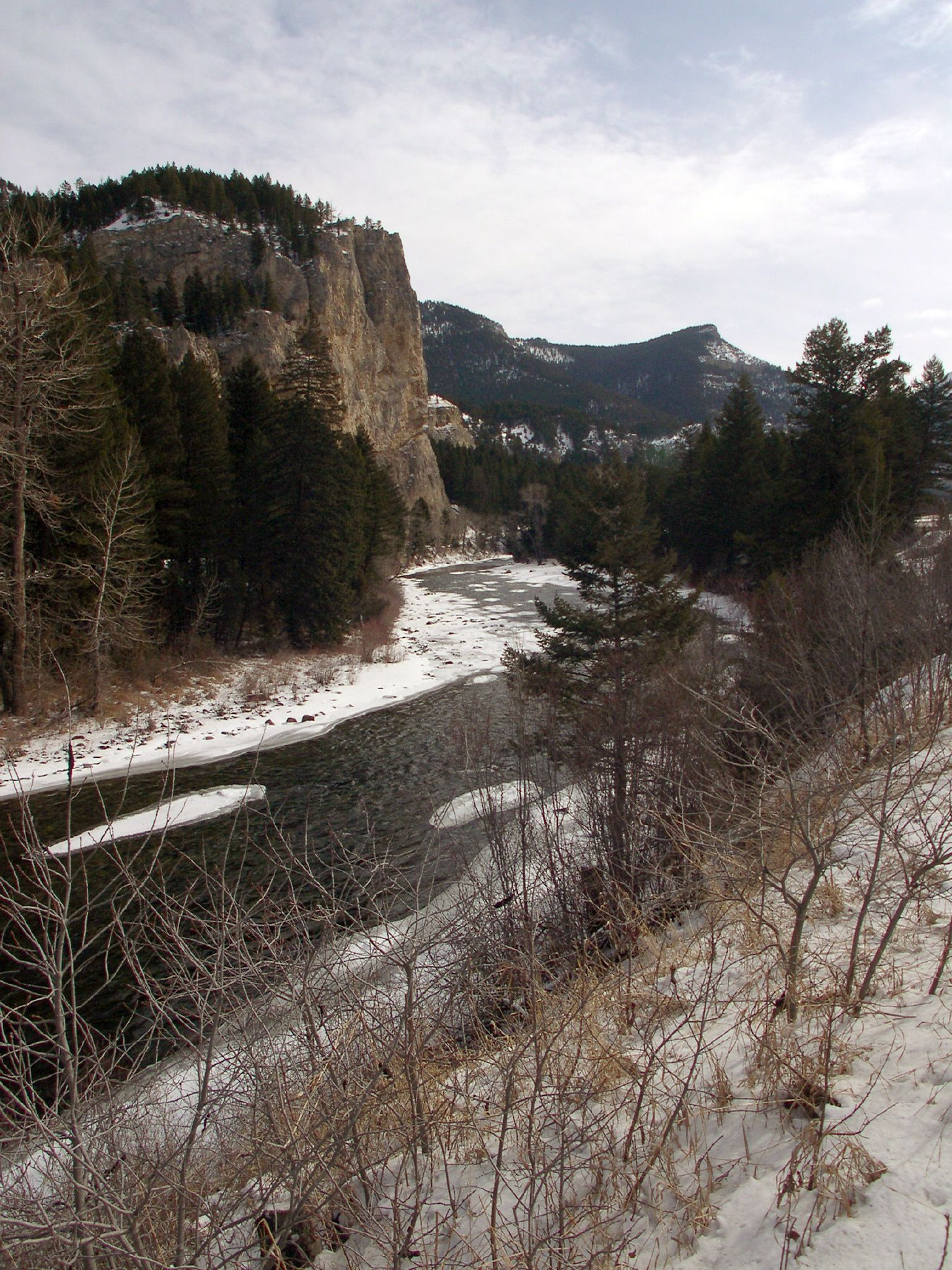
Mittellauf des Flusses im Winter
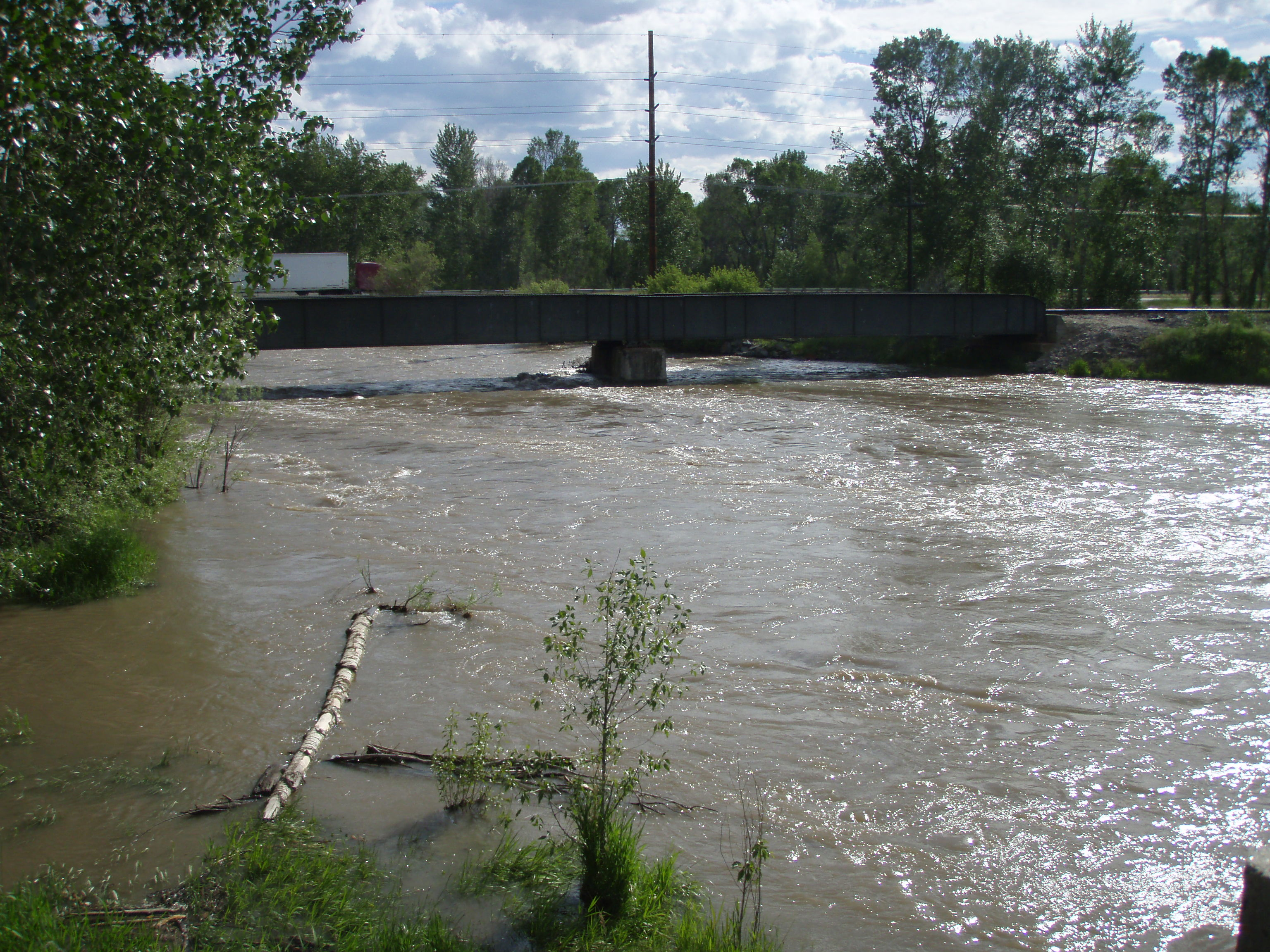
Gallatin River bei hohem Wasserstand im Juni 2008
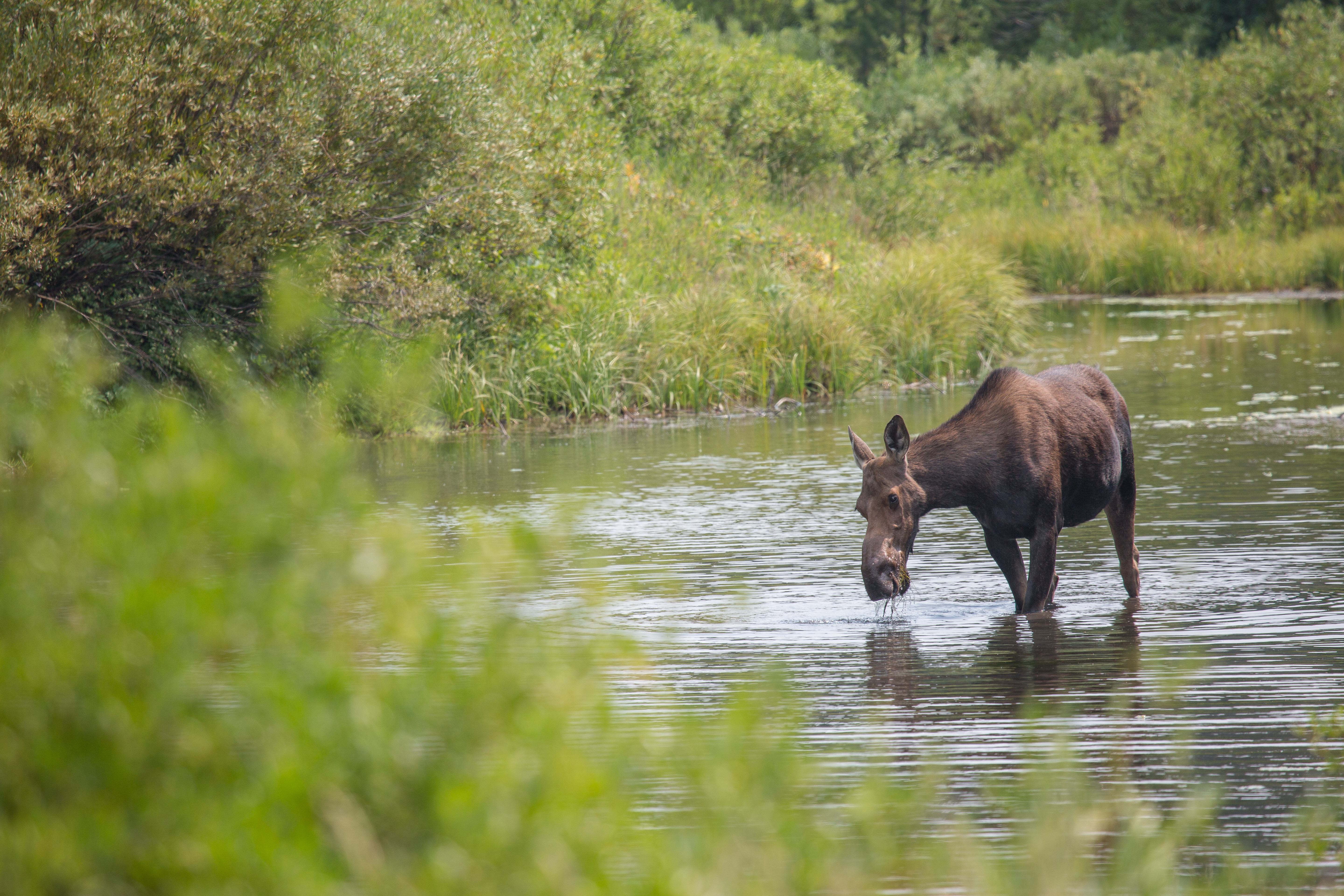
Elchkuh im Gallatin River
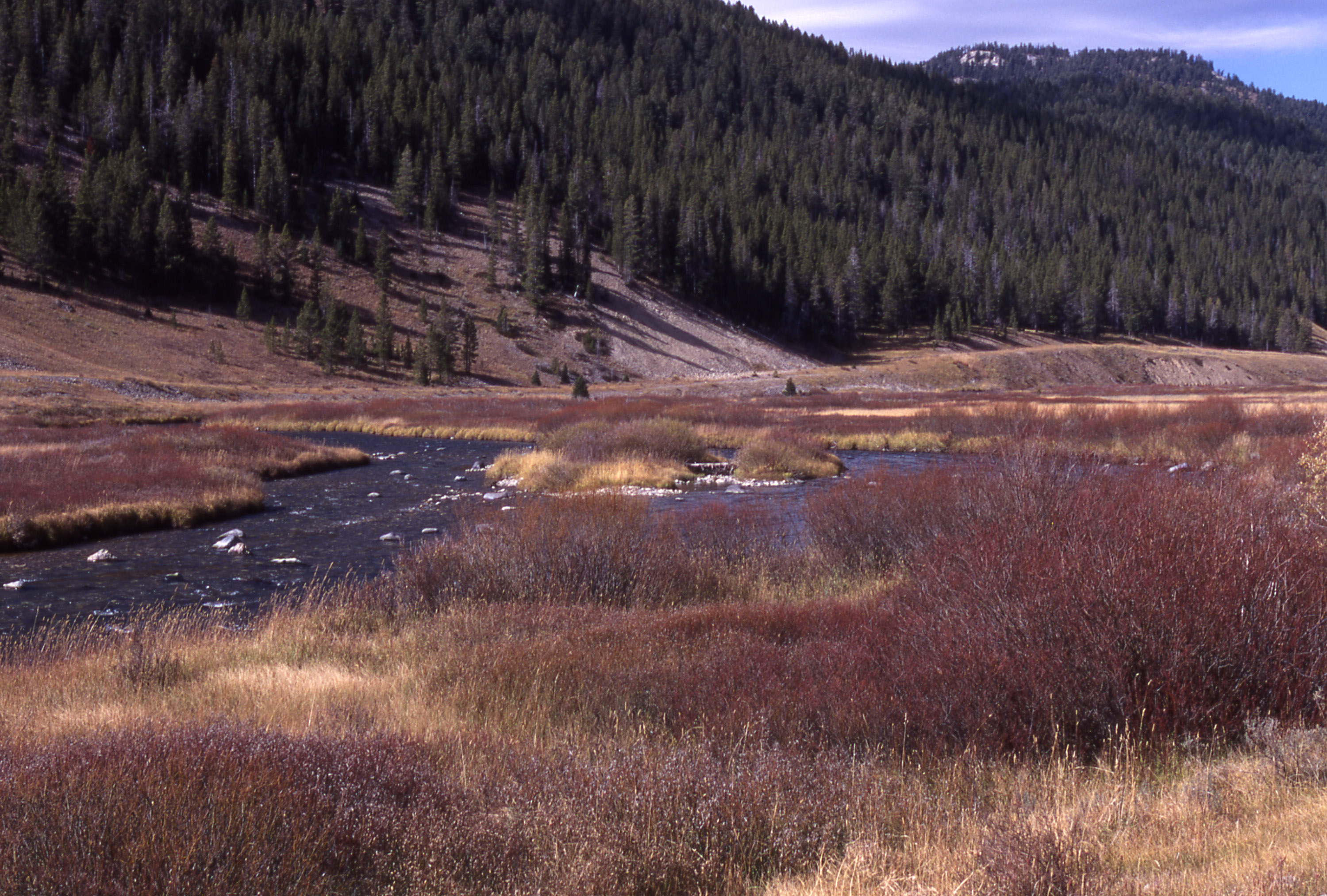
Gallatin River, 1997

## Belege
1. ↑  Gallatin River. In: Geographic Names Information System. United States Geological Survey, United States Department of the Interior (englisch).
2. ↑  USGS 06052500 Gallatin River at Logan MT. Abgerufen am 22. Mai 2025.